# Damir Mehić
Damir Mehić (sinh ngày 18 tháng 4 năm 1987) là một cầu thủ bóng đá người Thụy Điển gốc Bosna thi đấu cho GAIS ở vị trí thủ môn.